# Pardo Ridge
Pardo Ridge är en bergstopp i Antarktis. Den ligger i Sydshetlandsöarna. Argentina, Chile och Storbritannien gör anspråk på området. Toppen på Pardo Ridge är 570 meter över havet.
Terrängen runt Pardo Ridge är kuperad. Trakten är obefolkad. Det finns inga samhällen i närheten.